# Kitag (instrumento)
El kitag es un instrumento
de cuerda utilizado por la etnia aguaruna. Asemeja a un violín, su cuerpo es hecho de corteza de palmera y sus dos cuerdas son hechas de una fibra conocida como chambira.
Su ejecución está asociada a la narración de cuentos y a las canciones románticas y cómicas. En la cultura Aguaruna su ejecución y construcción es exclusiva de los varones, y a los ejecutantes se les conoce como Túyas y Wejémpau.
Los ejecutantes, generalmente lo tocan echados de espaldas con el instrumento en sus rodillas, tomando un arco provisto de una fibra y tocándolo como violín.